# De prinses op de erwt

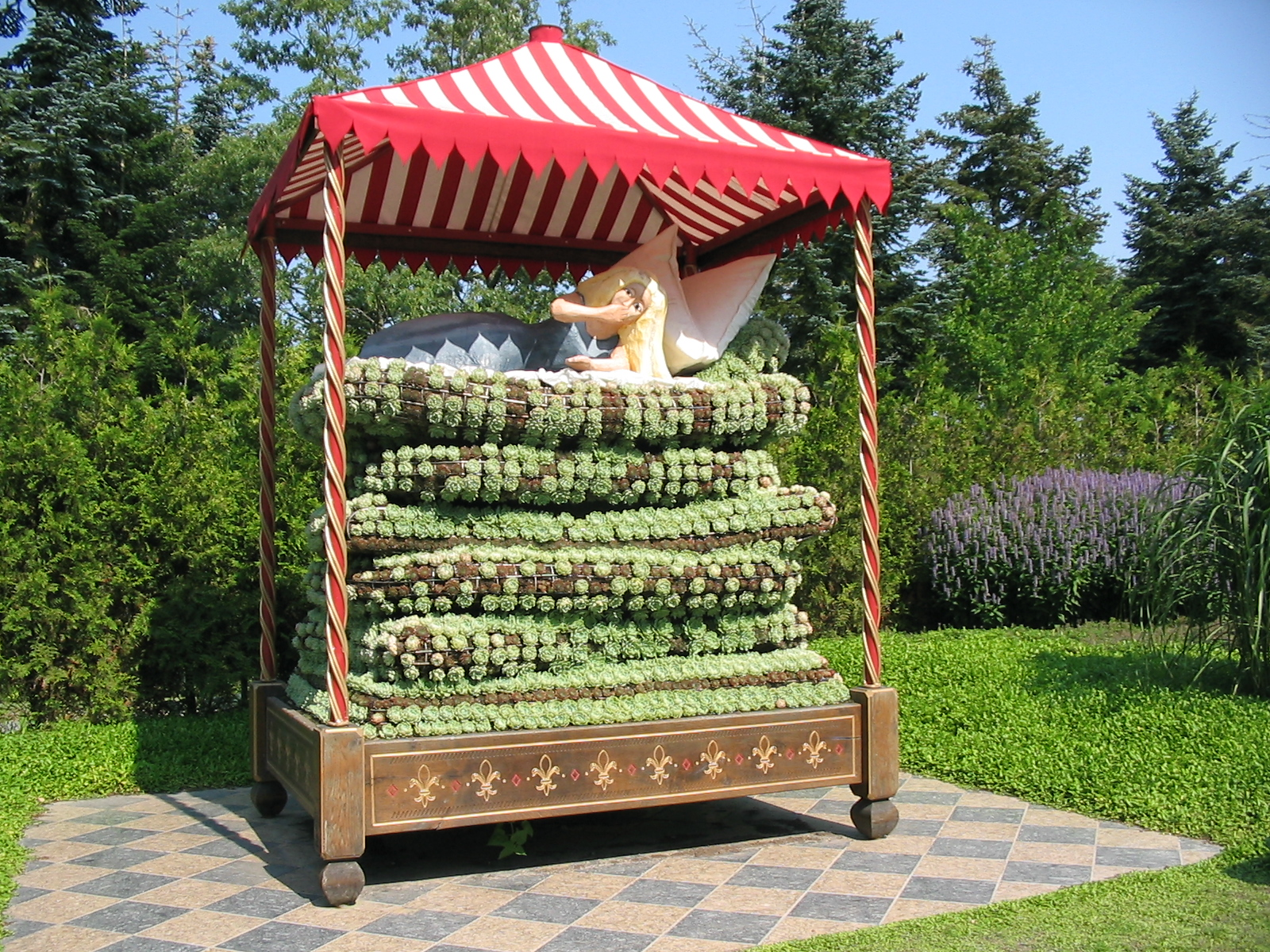
De prinses op de erwt, attractie in Jesperhus, Denemarken

De prinses op de erwt (oorspronkelijke titel: Prindsessen paa Ærten) is een sprookje van Hans Christian Andersen. Het verscheen voor het eerst in 1835.

## Verhaal
Een koning en koningin hebben een zoon die op zoek is naar een prinses als bruid. Veel huwelijkskandidaten dienen zich aan. Om te controleren of iemand een echte prinses is, verzinnen ze een list: wie na een nacht slapen op 20 matrassen nog voelt dat er een erwt onder ligt, wegens haar gevoelige huid, kan niet anders dan een prinses zijn.
Na de vele sollicitaties van meisjes die allemaal beweren dat ze een prinses zijn, maar die heerlijk slapen op de 20 matrassen, dient zich op een dag een meisje aan dat er door de regen en storm niet uitziet, maar beweert een prinses te zijn. Ook zij moet dezelfde proef doorstaan en gaat slapen op de 20 matrassen. Als de prinses de volgende morgen verklaart niet geslapen te hebben omdat het leek of er een steen onder haar bed lag, zijn de koning en koningin overtuigd. De prins trouwt met de prinses en ze leven nog lang en gelukkig.

## Bewerkingen
Sinds de 20e eeuw zijn er allerlei musicals en verfilmingen van het verhaal uitgebracht.
De Oostenrijkse componist Ernst Toch schreef in 1927 een kinderopera op basis van het verhaal. In 1959 kwam er een Broadway-musical, Once Upon a Mattress. Mark Swan maakte in 2002 een tekenfilmversie van het verhaal.
In 2016 werd er een komische verfilming uitgezonden op RTL 4, De Prinses op de Erwt: Een Modern Sprookje, met onder andere Angela Schijf, Jennifer Hoffman, Loes Luca, Peter Bolhuis, Pip Pellens en Teun Luijkx.
In 2025 werd het kijktafereel De Prinses op de Erwt geopend in de Efteling. Het is het 31ste sprookje in het Sprookjesbos.